# Thomas Tousseyn
Thomas Tousseyn (Leuven, 1976) is een Belgische arts-specialist in de pathologische ontleedkunde, werkzaam aan de Universitaire Ziekenhuizen KU Leuven. Hij is gespecialiseerd in de diagnostiek van bloedkanker. Hij is professor en hoogleraar aan de faculteit geneeskunde van de KU Leuven, en tevens voorzitter van Cercle Brugge.

## Carrière
Tousseyn behaalde zijn artsendiploma aan de KU Leuven in 2001. Hij doctoreerde in het Alzheimer-laboratorium van Bart De Strooper (Vlaams Interuniversitair Instituut voor Biotechnologie, VIB) en deed aansluitend postdoctoraal onderzoek naar boviene spongiforme encefalopathie aan de Universiteit van Californië - San Francisco (UCSF). Hij behaalde zijn diploma als specialist in de pathologische ontleedkunde aan de KU Leuven in 2010. Hij werd verder getraind in de hematopathologie door Christiane De Wolf-Peeters in Leuven en Randy Gascoyne in Vancouver, Canada.
Sinds 2010 werkt hij als adjunct-kliniekhoofd op de dienst pathologische ontleedkunde van UZ Leuven, waar hij o.a. verantwoordelijk is voor de histologische en moleculaire diagnostiek van lymfomen en leukemie.
Tousseyn werd op 33-jarige leeftijd professor aan de faculteit geneeskunde van KU Leuven, waar hij sindsdien histologie en pathologie doceert aan studenten geneeskunde. Hij heeft een mandaat als translationeel kankeronderzoeker van de Stichting tegen Kanker en onderzoekt ontstaansmechanismen van bloed- en lymfeklierkanker, met bijzondere interesse voor de rol van het epstein-barrvirus (EBV) hierin. Hij publiceerde bijna 200 peer-reviewed wetenschappelijke artikels.
In 2018 werd hij verkozen als lid van het uitvoerend comité van de Europese Vereniging voor Hematopathologie (EA4HP). Hij maakt ook deel uit van het Clinical Advisory Committee (CAC), dat in 2022 de nieuwe Internationale Consensus Classificatie (22ICC) voor bloedkankers publiceerde.
Hij is erelid van de Stichting MeToYou en richtte in 2021 een KU Leuven universiteitsfonds MeToYou op, om het onderzoek naar bloedkanker vooruit te stuwen. Hij richtte ook de Belgische Werkgroep Hematopathologie op, om de kwaliteit van de diagnostiek van bloedkankers in België te helpen verbeteren, en was er tot eind 2022 voorzitter van.

## Voetbal
Tousseyn was jeugdspeler van Cercle Brugge en KSV Jabbeke. Sinds 2013 is hij bestuurder van Cercle Brugge, eerst bij de vzw, daarna bij de cvba. In februari 2023 volgde hij Vincent Goemaere op als voorzitter van Cercle Brugge.